# Cara robada
Cara robada es una novela histórica autobiográfica en la que una afgana, con el seudónimo de Latifa, cuenta la historia moderna de su país. 
Nuestra protagonista Latifa nace en 1980 durante la guerra civil con intervención del Ejército Soviético. Hija de un comerciante y una doctora. Tiene 2 hermanas y 2 hermanos mayores que ella. Vive en un chalet en el barrio rico de Kabul. La vida en esa época era próspera y las mujeres son libres. 
En 1989 los soviéticos se retiran. Pero lejos de ir a mejor, la guerra civil asola el país hasta 1996 con la llegada del régimen talibán. Es aquí cuando empieza el verdadero calvario de esta joven y de todas las mujeres en Afganistán. Desde entonces el mundo parece que no quiere saber nada de este país, se produce un vacío internacional.
En 2001 la revista francesa Elle se hace eco de su voz y la Unión Europea le invita a contar su historia en el Parlamento de Estrasburgo para que el mundo conozca lo que los talibanes ocultan.
Todo ello desemboca en el 11-S y la consecuente guerra contra el terrorismo por parte de Estados Unidos.